# Dracula erythrochaete
Dracula erythrochaete är en orkidéart som först beskrevs av Heinrich Gustav Reichenbach, och fick sitt nu gällande namn av Carlyle August Luer. Dracula erythrochaete ingår i släktet Dracula och familjen orkidéer. Inga underarter finns listade i Catalogue of Life.